# 51 Aquarii
51 Aquarii è una stella bianca nella sequenza principale di magnitudine 5,78 situata nella costellazione dell'Aquario. Dista 424 anni luce dal sistema solare.

## Osservazione
Si tratta di una stella situata nell'emisfero celeste australe, ma molto in prossimità dell'equatore celeste; ciò comporta che possa essere osservata da tutte le regioni abitate della Terra senza alcuna difficoltà e che sia invisibile soltanto molto oltre il circolo polare artico. Nell'emisfero sud invece appare circumpolare solo nelle aree più interne del continente antartico. La sua magnitudine pari a 5,8 la pone al limite della visibilità ad occhio nudo, pertanto per essere osservata senza l'ausilio di strumenti occorre un cielo limpido e possibilmente senza Luna.
Il periodo migliore per la sua osservazione nel cielo serale ricade nei mesi compresi fra fine agosto e dicembre; da entrambi gli emisferi il periodo di visibilità rimane indicativamente lo stesso, grazie alla posizione della stella non lontana dall'equatore celeste.

## Caratteristiche fisiche
La stella è una bianca nella sequenza principale; possiede una magnitudine assoluta di 0,21 e la sua velocità radiale positiva indica che la stella si sta allontanando dal sistema solare.

## Sistema stellare
51 Aquarii è un sistema multiplo formato da 5 componenti. La componente principale A è una stella di magnitudine 5,78. La componente B è di magnitudine 6,6, separata da 0,5 secondi d'arco da A e con angolo di posizione di 324 gradi. La componente C è di magnitudine 10,1, separata da 54,4 secondi d'arco da A e con angolo di posizione di 342 gradi. La componente D è di magnitudine 10,0, separata da 116,0 secondi d'arco da A e con angolo di posizione di 191 gradi. La componente E è di magnitudine 8,5, separata da 132,4 secondi d'arco da A e con angolo di posizione di 133 gradi.

## Occultazioni
Per la sua posizione prossima all'eclittica è talvolta soggetta ad occultazioni da parte della Luna e, più raramente, dei pianeti, generalmente quelli interni. Le ultime occultazioni lunari avvennero il 4 novembre 2011, il 4 agosto 2012 e il 25 ottobre 2012.